# Port lotniczy General Rivadeneira
Port lotniczy General Rivadeneira – port lotniczy położony w miejscowości Esmeraldas, w Ekwadorze.